# Pellegrino Laziosi
Pellegrino Laziosi, conosciuto anche come Pellegrino da Forlì (Forlì, 1265 – 1º maggio 1345), è stato un religioso italiano dell'Ordine dei Servi di Maria.
Beatificato per equipollenza nel 1702, fu proclamato santo da papa Benedetto XIII nel 1726. 

## Biografia

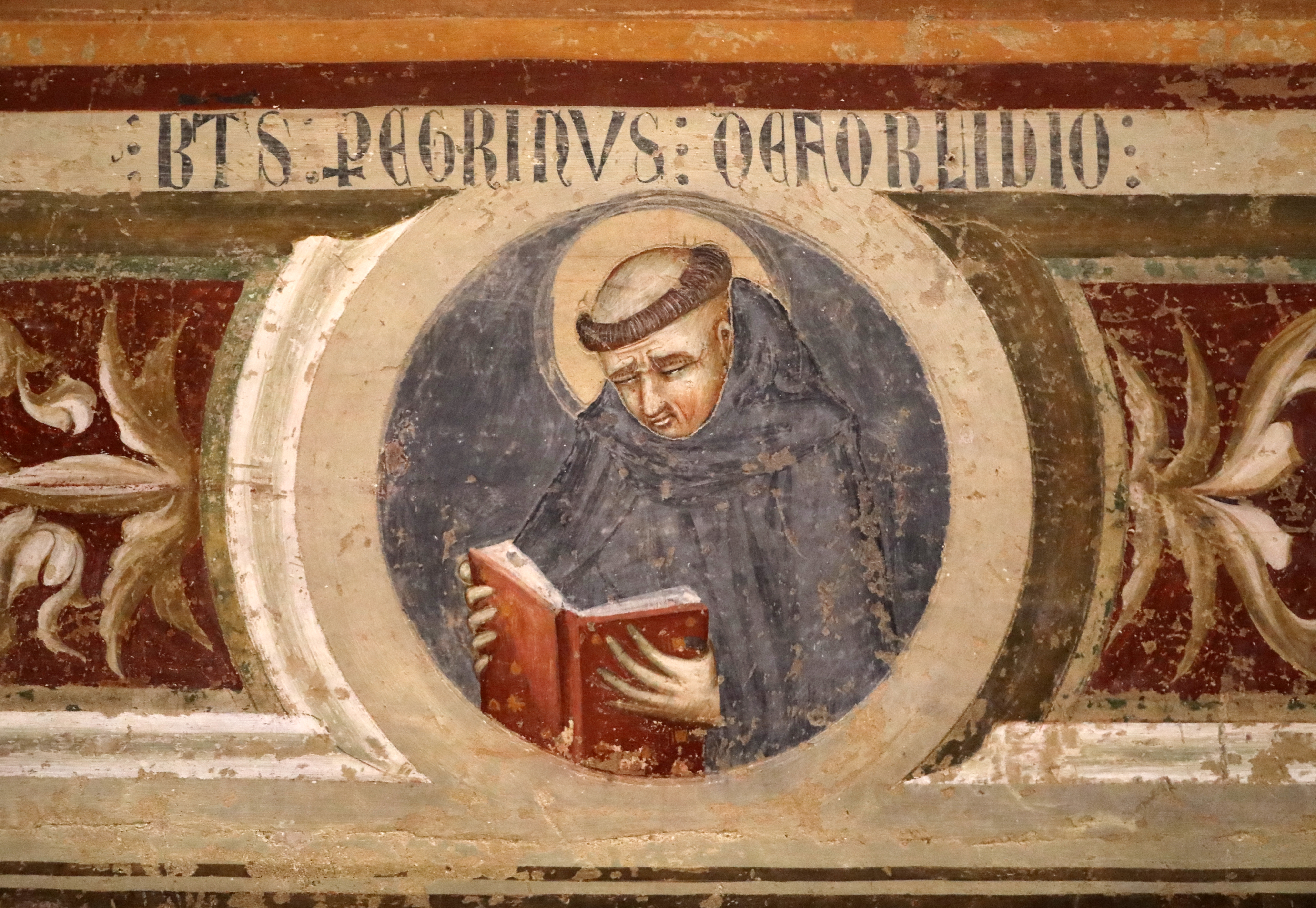
Pietro Lorenzetti (scuola), Pellegrino Laziosi, affresco, Siena, Basilica di San Clemente in Santa Maria dei Servi

Figlio di Berengario Laziosi e Flora Aspini, nato in una famiglia ghibellina avversaria della Chiesa, partecipò alle lotte politiche contro i guelfi locali. Nel 1284 il pontefice Martino IV inviò nelle terre di Romagna il Superiore generale dell'Ordine dei Servi di Maria, Filippo Benizi, che predicava nelle piazze per convincere i cittadini a obbedire al Papa, ma venne espulso da Forlì.
Il ventenne Pellegrino, tra i capi delle fazioni in lotta, lo dileggiò ma poi si pentì e, raggiunto il Superiore generale fuori città, a Ronco, si gettò ai suoi piedi per chiedergli umilmente perdono.
Si convertì e dieci anni dopo, circa trentenne, pregando sempre più la beata Vergine perché gli mostrasse la via della salvezza, entrò in quello stesso ordine. Dopo il noviziato e la professione a Siena, fu inviato nel convento di Forlì.
Quando aveva circa sessant'anni, fu afflitto da vene varicose che gli procurarono una gangrena alla gamba destra. Il medico del convento, Paolo Salaghi, e i suoi confratelli decisero per l'amputazione. Ma la notte prima dell'operazione, trascinandosi verso il crocifisso, il monaco guarì miracolosamente. Si sparse la voce in città e il religioso acquisì fama di santità. Fu venerato già in vita come protettore dalle malattie croniche e dai tumori.
Morì ottantenne il 1º maggio 1345 consunto dalla febbre; il suo corpo riposa presso la chiesa dei Servi di Maria a Forlì.

## Culto
Il suo corpo è custodito in una teca di cristallo posta nella basilica di San Pellegrino Laziosi, nel centro di Forlì.
Il culto del beato Pellegrino Laziosi fu confermato da papa Clemente XI l'11 settembre 1702; il 27 dicembre 1726 fu canonizzato da papa Benedetto XIII. Il suo elogio si legge nel Martirologio Romano al 1º maggio.
È venerato come "protettore degli ammalati di cancro" e riconosciuto anche come santo da invocare per i mali delle gambe. È inoltre il patrono degli ammalati di AIDS e di ogni altra malattia di particolare gravità.
Pellegrino Laziosi è co-patrono della città di Forlì, dove si svolge una fiera in suo onore, il 1º maggio di ogni anno, caratterizzata dalla vendita di cedri.
L'Ordine dei Servi di Maria ne celebra la festa nel giorno 4 maggio.

## La casa natale e la grotta
La casa natale corrisponde all'attuale numero 15 di Via Giovita Lazzarini a Forlì. Una lapide, datata 27 dicembre 1951, recita: "SALUTI REVERENTE IL POPOLO / LA CASA IN CUI ALL'ITALIA AL MONDO / PELLEGRINO LAZIOSI / TUMULTUANTI LE FAZIONI UMANE / NACQUE GHIBELLINO E SANTO --- I FORLIVESI AL CONCITTADINO / I SERVI DI MARIA AL CONFRATELLO".
Sotto la casa è ancora presente una grotta, protetta da un cancelletto con lo stemma della famiglia Laziosi, nella quale Pellegrino si ritirava in preghiera.

## Musica
A San Pellegrino Laziosi è dedicato un oratorio di Clemente Monari rappresentato per la prima volta a Forlì nel 1728, La fuga gloriosa di San Pellegrino Laziosi.